# Арсеньев, Дмитрий Васильевич (1777)
Дми́трий Васи́льевич Арсе́ньев (1777 — 15 декабря 1807) — полковник лейб-гвардии Преображенского полка, который в 30 лет погиб на дуэли.

## Биография
Сын московского предводителя дворянства Василия Дмитриевича Арсеньева от брака с Евдокией Александровной Соймоновой.
Произведён в прапорщики Преображенского полка 12 января 1796 года, в капитаны — 5 января 1800 года, с 1801 года — полковник и командир батальона Преображенского полка. В ходе службы тесно сблизился с графом М. С. Воронцовым и С. Н. Мариным, крепкая дружба с которыми не прерывалась вплоть до смерти Дмитрия Васильевича. Когда они были вместе, они жили на одной квартире и были своими людьми в доме тётки Воронцова М. А. Нарышкиной, а когда врозь, то постоянно переписывались.
Арсеньев был добрым, мягким человеком, часто и легко влюблявшимся. В 1804 году неудачное увлечение княгиней Е. А. Суворовой, женой их общего друга, вынудило Арсеньева отправиться в путешествие. Марин так писал Воронцову: «Ты, может, захочешь знать причины, которые заставили Арсеньева оставить Петербург? Храня его тайну, могу сказать тебе, что этому главная причина — любовь». Арсеньев отправился в Италию, а вскоре присоединился к отряду Анрепа на Корфу. Граф М. С. Воронцов писал ему из Петербурга:

«Не могу описать тебе, сколько я огорчен твоим состоянием и тем больше, что непосредственная виновница оного есть моя двоюродная сестра, которую я всегда любил, как душу свою. Совершенно разлюбить её я не могу, но и на прежней ноге с нею остаться мне невозможно, и никогда уже между нами не будет той откровенности, которая прежде существовала. Слава Богу, по последним твоим письмам мы можем надеяться, что ты совершенно превозмог страсть, которая тебя терзала. Клянусь тебе, хоть мне и больно в этом признаваться, что предмет оной совершенно не заслуживает, чтоб ты ею занимался. Она совершенно избаловалась. На место безпритворной натуры, которая была в ней так любезна, теперь всё кокетство — и притворство. Co мною она очень смирна и, кажется, немного меня боится; но с другими её узнать нельзя. Теперь выпускает все свои стрелы на Константина Бенкендорфа. Презирай её, она то заслуживает — но будь сим доволен и не обнаруживай другим её пороков, ежели не для неё, то для меня».
В декабре 1806 года, находясь в отряде генерала Голицына, Арсеньев отличился в деле под Голымином. 25 января 1807 попал в плен в ходе сражения при Ландсберге. По возвращении из плена награждён орденом Святой Анны.

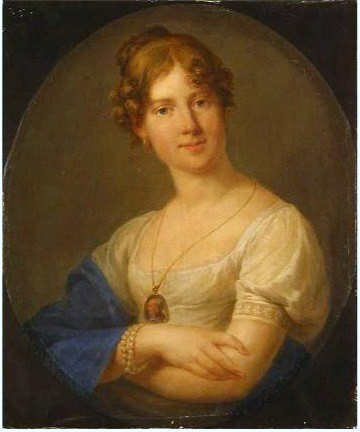
Мария Карловна Рённе

По возвращении в Санкт-Петербург Дмитрий Васильевич влюбился и сделал предложение фрейлине Марии Карловне Рённе (1780—1846), которое было принято. Помолвка, по свидетельству князя С. Волконского, «получила полную огласку». Однако спустя некоторое время граф Ириней Хрептович (1775—1850) тоже сделал предложение невесте Арсеньева. Прельстившись на богатства графа, мать невесты уговорила дочь отказать первому жениху. Арсеньев не стерпел такого оскорбления и вызвал графа на дуэль на пистолетах, на которой и погиб на месте. Современник писал, что никто не мог отговорить Арсеньева от дуэли, он хотел непременно убить или быть убитым.
Весь Петербург оправдывал поступок Арсеньева, на его похоронах присутствовала почти вся молодежь города. Осуждаемый всеми Хрептович уехал в своё имение, где в 1808 году Рённе вышла за него замуж. Арсеньев был похоронен на Лазаревском кладбище Александро-Невской лавры, в приказе было сказано: «убит на охоте».
Поскольку официально дуэли не одобрялись, хотя и не преследовались Александром I при соблюдении правил дуэльного кодекса, то состоялось официальное расследование, после которого императору доложили, что граф Воронцов и граф де Дальмон (секунданты Арсеньева) 3 декабря 1807 года были с Арсеньевым на охоте и «разойдясь в лесу услышали выстрел, на который сошедшись, нашли полковника Арсеньева мертвым… случилось это по неосторожности Арсеньева, который, как видно, желая перейти ров, оперся на ружье своё и оным нечаянно застрелился». Марин написал на смерть друга эпитафию и короткое стихотворение.
«Я должен портному Голендеру по счету около 200 рублей, Турчанинову по счету около 400 рублей, Воронцову 180 червонцев и 150 рублей, брату 1000 рублей, и потом какие-нибудь мелкие долги, каких я не упомню. Мне должны: Дука 150 червонцев, принц Мекленбургский 50 червонцев и впрочем кто сам вспомнит малые долги, тот их отдаст. Из 2000 с чем-то рублей моих денег заплатите по возможности вышеописанные долги, большие же адресовать на батюшку. Дать на мой батальон 500 рублей, Николаше 100 рублей; волю как ему, так Ипату. Все вещи мои раздать друзьям, которые пожелают иметь какие-нибудь от меня памятники.
Донести графу и графине Ливен и князю Петру Волконскому, что, признавая всю цену милостивого их ко мне расположения, я умру с истинной к ним признательностью и совершенно отличаю их от тех скаредов, которые довели меня до сего положения. Свет будет судить и тех и других и воздаст каждому должное. Свечина и сестру С. П. уверяю в истинной моей дружбе и признательности, равно как и друзей моих, которые наиболее имели право на мою привязанность. Поручаю обо всем друга моего князя Черкасского, который возьмет на себя труд обо всем известить родителей, братьев и сестер моих. Братьев поручаю покровительству моих друзей.
Всякого прошу вникнуть в мои обстоятельства, посудить меня и пожалеть, буде найдет виновным. Любил друзей, родных, был предан государю Александру и чести, которая была для меня во всю мою жизнь единственным для меня законом. Имел почти все пороки, вредные ни для кого, как для самого себя.
Прощайте.
Арсеньев.
Я ношу два кольца и один перстень. Секунданты мои возьмут их себе в знак моей дружбы и благодарности».